# AndreaMosaic
AndreaMosaic是由Andrea Denzler开发和发行的一款免费的图形艺术软件，专门用于创建相片馬賽克图像（也称照片蒙太奇）。

## 历史
2003年发布首个公开版本3.12。 接下来的几年中，每年都有一到两次添加新功能。2008年9月，3.3版的Beta测试中推出全新界面。 

## 功能
AndreaMosaic包括许多创建照片蒙太奇的相关功能。除相关的标准参数外，还可以使用以下功能：
- 动态创建图像变体
- 自动裁剪图像以适应图块長寬比
- 自动调整色彩
- 避免重复
- 高分辨率蒙太奇（最大十亿像素）

## 版本号
As of version 3.32，AndreaMosaic提供标准版与专业版。两者有相同的功能，但专业版解除了标准版中200megapixels和30,000个图块的限制。AndreaMosaic支持在Windows 98、Windows Me、Windows NT、Windows 2000、Windows XP、Windows Vista、Windows Server 2003上运行，并也支持通过Wine在Mac OS X和Linux发行版上运行。软件提供标准安装程序与绿色版的压缩文件。免费提供500张示例图像。

## 许可协议
该软件的许可协议允许免费使用该软件，包括商业用途，但它要求每份被发表或印刷的相片馬賽克及衍生作品均应提及AndreaMosaic的贡献。同样，向大量特定受众出版或展示的作品应添加到使用AndreaMosaic创建的艺术品的公开名单 （页面存档备份，存于）。

## 艺术品
全球范围内使用AndreaMosaic创作了一些艺术品，包括：
- 丹麦官方参加第十一届国际建筑展威尼斯双年展的巨幅蒙太奇
- 第52届威尼斯双年展中的短片《为美丽而战》中的蒙太奇

## 反响
该软件获得流行，并包含一些强大的功能。但其不友好、令人困惑且呆板的用户界面受到了批评，不过它提供了出色的用户指南并产出绝佳的效果。 